# Pseudochirita guangxiensis
Pseudochirita guangxiensis là một loài thực vật có hoa trong họ Tai voi. Loài này được S.Z.Huang mô tả khoa học đầu tiên năm 1980 dưới danh pháp Chirita guangxiensis.